# Sarcococca confusa
Espèce
Classification APG III (2009)
Sarcococca confusa est un petit arbuste de la famille des Buxacées originaire de Chine.

## Description
Il s'agit d'un petit arbuste à feuillage persistant, de moins de deux mètres de haut et de croissance très lente. Les feuilles sont alternes, coriaces, vert brillant, entières, elliptiques, de trois à six centimètres de long.
Sa floraison est hivernale. Les fleurs sont blanches et parfumées.
Les fruits sont des drupes noires de 3 à 5 mm de diamètre, à une ou deux graines. Elles sont matures trois mois après la floraison.

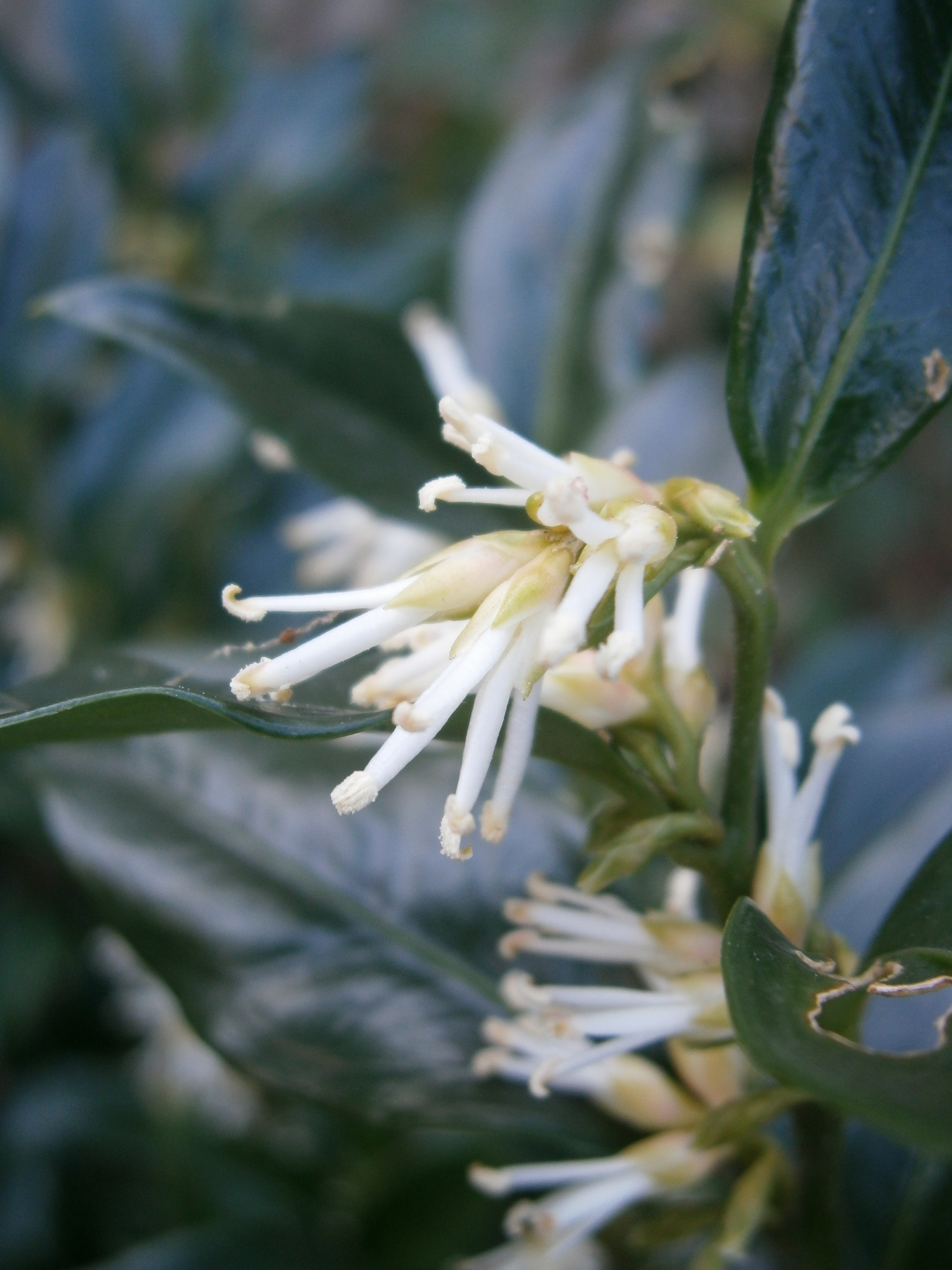
Inflorescence
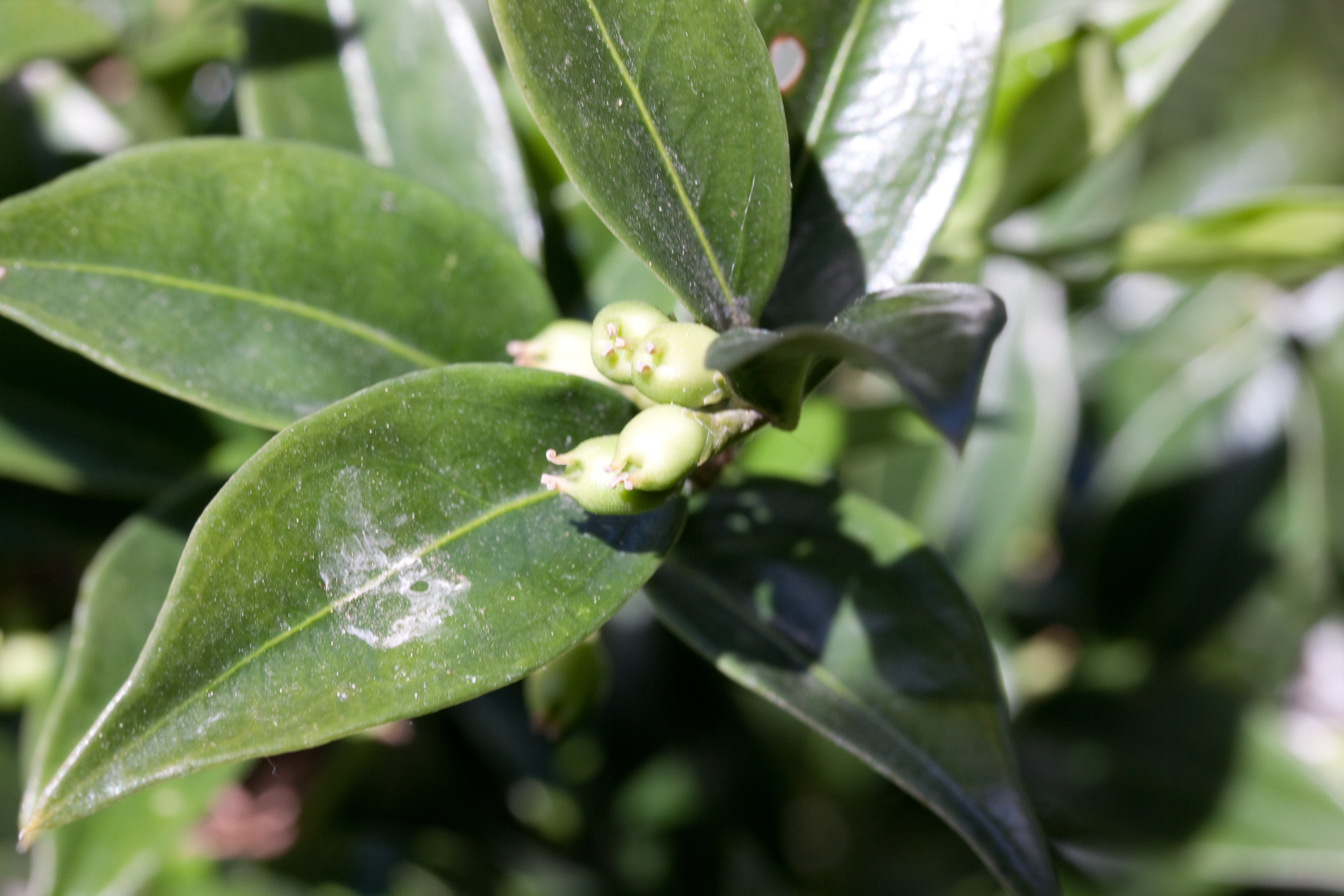
Jeunes fruits
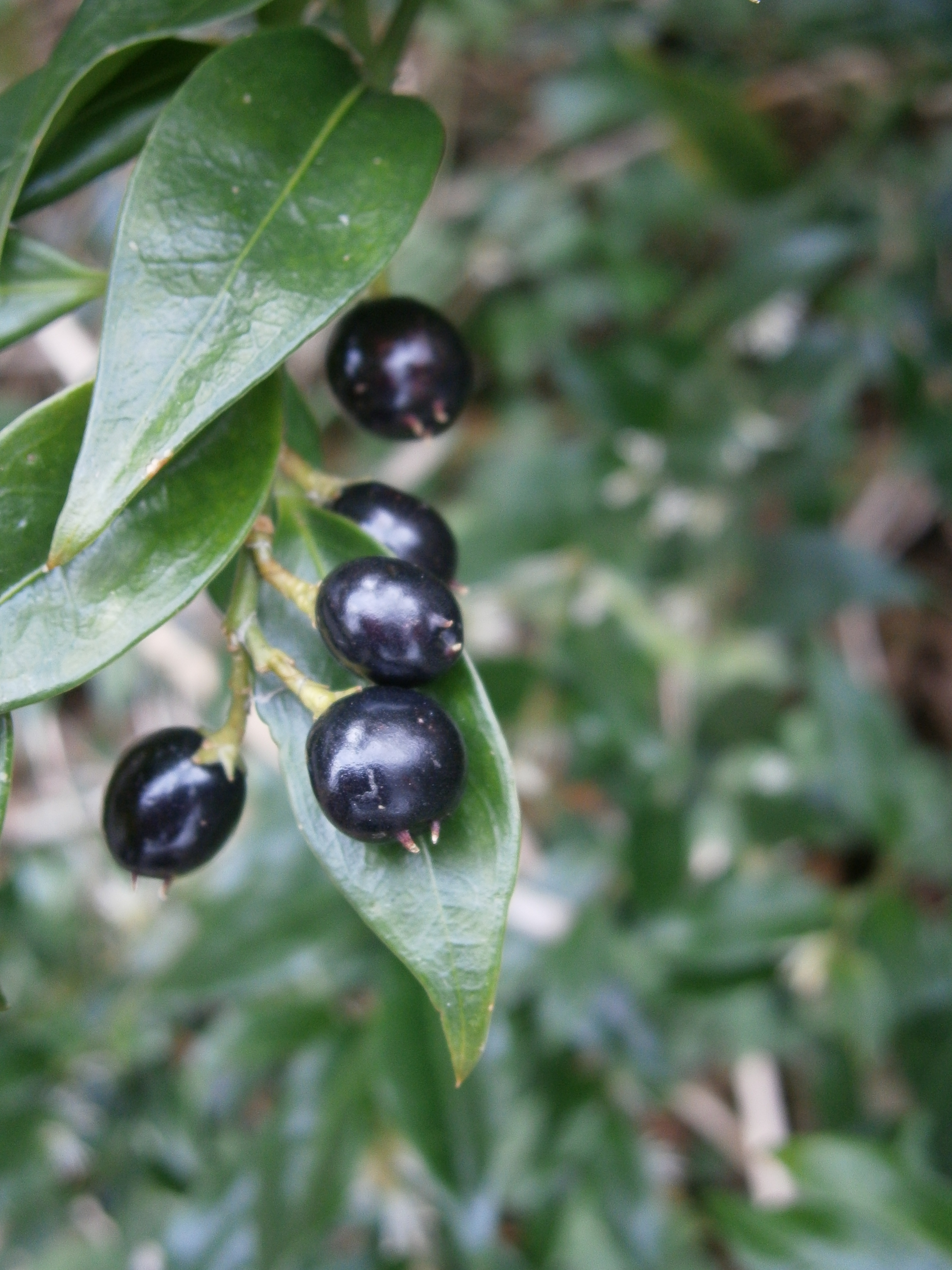
Fruits mûrs

## Position taxinomique
Sarcococca confusa est un hybride de Sarcococca hookeriana et Sarcococca ruscifolia

## Répartition
Chine.

## Utilisation
Sarcococca confusa commence à se répandre en France, en usage ornemental, comme plante d'ombre et de sol léger et un peu acide et surtout pour sa floraison hivernale parfumée.